# Campionato del mondo di scacchi 1910 (Lasker-Janowski)
Il secondo campionato del mondo di scacchi 1910 fu conteso tra Emanuel Lasker e David Janowski a Berlino, tra l'8 novembre e l'8 dicembre. Lasker conservò il suo titolo, imponendosi nettamente per otto vittorie a zero.

## Storia
Nel 1909, Lasker e Janowski avevano giocato due match: il primo, tenutosi in maggio, della durata di quattro partite, era finito in parità, mentre nel secondo, tra ottobre e novembre, Lasker si era imposto nettamente per 7-1 (due patte). Sebbene a volte si inserisca questo secondo match nella serie dei campionati del mondo, è improbabile che in tale occasione il titolo di Lasker fosse in palio: infatti al tempo Lasker aveva già concluso un accordo con Carl Schlechter per un campionato mondiale, che si svolse tra gennaio e febbraio 1910.

## Risultati
Il match fu giocato al meglio delle otto vittorie.
|                            | 1 | 2 | 3 | 4 | 5 | 6 | 7 | 8 | 9 | 10 | 11 | Punti | Vittorie |
| -------------------------- | - | - | - | - | - | - | - | - | - | -- | -- | ----- | -------- |
| Emanuel Lasker ( Germania) | 1 | ½ | ½ | 1 | 1 | ½ | 1 | 1 | 1 | 1  | 1  | 9,5   | 8        |
| David Janowski ( Francia)  | 0 | ½ | ½ | 0 | 0 | ½ | 0 | 0 | 0 | 0  | 0  | 1,5   | 0        |